# Aeroportul Sines
Aeroportul Sines (IATA: SIE, ICAO: LPSI) este un aeroport din Portugalia.
aeroportul dispune de o singură pistă.